# RMF FM

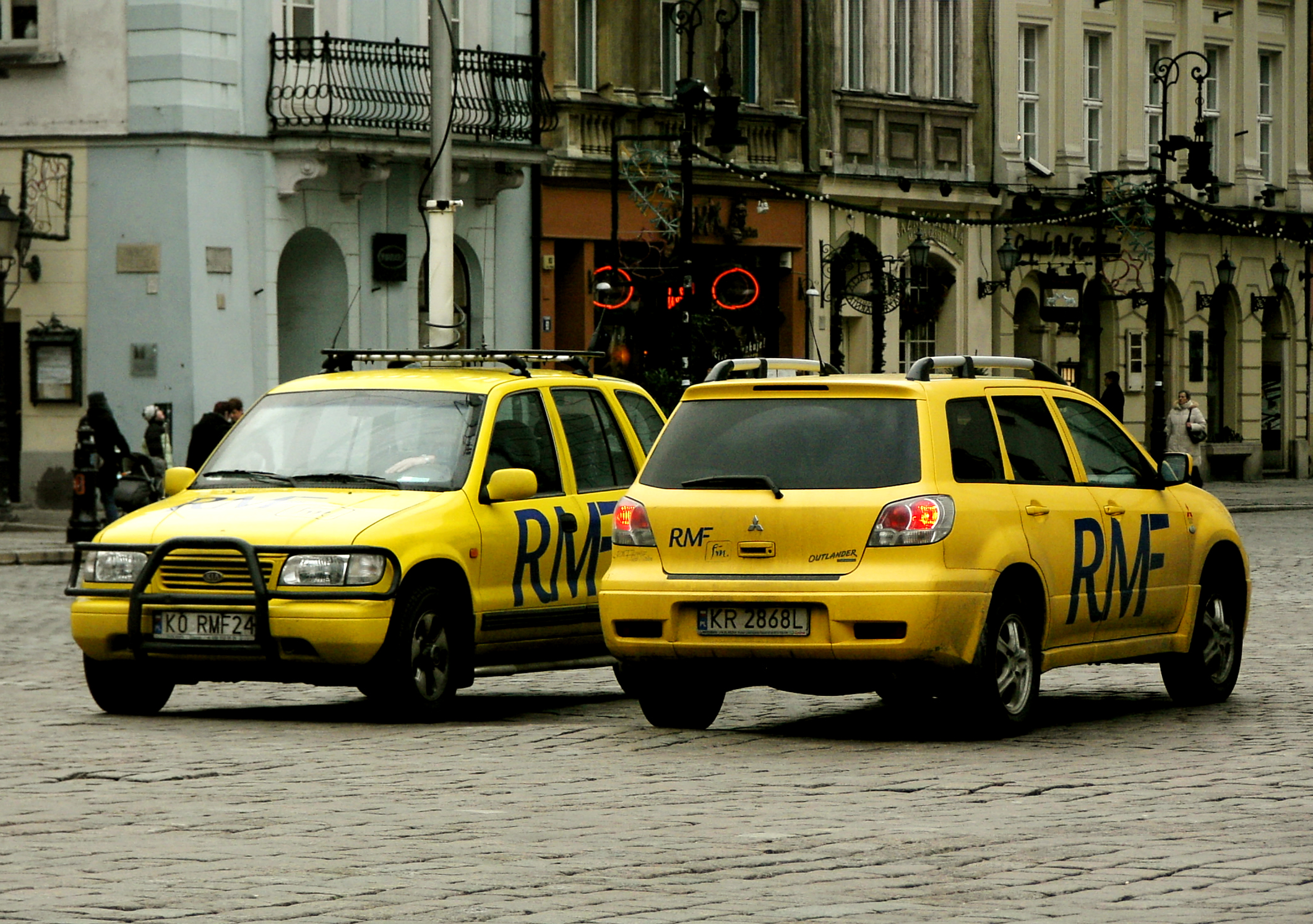
Übertragungswagen von RMF FM in Poznań (Posen)

RMF FM (Radio Muzyka Fakty FM) ist ein privater polnischer Radiosender der Grupa RMF, eine Tochtergesellschaft der in Krakau ansässigen Bauer Verlagsgruppe. Er wurde 1990 von Stanisław Tyczyński unter dem Namen Radio Małopolska Fun als erstes polnisches Privatradio gegründet. Er wird landesweit verbreitet.

## Programm
Der Sender spielt vorwiegend ein Begleitprogramm aus Pop- und Rockmusik, ergänzt um Schwerpunktsendungen. Wichtige Sendungen sind die Hitparade POPLista, die Morgensendung Wolno wstać („Man darf aufstehen“) und die Nachrichtensendung Fakty RMF FM. Weitere Stilrichtungen werden von den Broker-FM-Sendern RMF Maxxx und RMF Classic abgedeckt sowie von den zahlreichen Internetsendern.
Der Marktanteil des Senders lag 2011 bei 25,39 Prozent.

## Empfang
RMF FM ist in Polen landesweit über Antenne empfangbar. Darüber hinaus ist der Sender über Internetstream und digital über Satellit (seit 1992 über Hot Bird) empfangbar.

### Internetprogramme
Unter dem Titel RMF ON sind rund 100 Internetsender verfügbar, die beinahe jedes denkbare Musikgenre abdecken. So gibt es beispielsweise Oldiesender für jedes einzelne Jahrzehnt (ab den 50er Jahren), teilweise auch für Dance und Disco, Sender von Klassik über Alternative, Gesungene Poesie und Elektronische Musik bis hin zu verschiedenen Tanzstilen, Themen (z. B. Weihnachtsmusik) oder Kulturen (Cuba, Celtic) etc.

## KonzertreiheInwazja mocy
RMF FM war Organisator der Open-Air-Konzerte Inwazja mocy auf dem Hügel Kościuszki in Krakau von 1995 bis 2000. Das Festival im Jahr 2000 u. a. mit Joe Cocker und den Scorpions war je nach Schätzung mit rund 700.000 bis fast 800.000 Besuchern die größte Freilichtveranstaltung in der polnischen Geschichte, sie hat allerdings auch zu größeren Ausschreitungen durch Hooligans geführt.